# Einsamkeit und Sex und Mitleid
Einsamkeit und Sex und Mitleid ist ein deutscher Film mit Elementen aus Drama und Komödie aus dem Jahr 2017. Der Film ist eine Umsetzung des gleichnamigen Romans von Helmut Krausser, der auch das Drehbuch schrieb. Regie führte Lars Montag.

## Handlung
Der Film zeigt abwechselnd Szenen aus dem Leben von 15 Bewohnern einer Großstadt, die immer wieder in wechselnden Konstellationen aufeinanderprallen.
Hobby-Imker Robert lebt mit seiner Frau Maschjonka und den Töchtern Swentja und Sonja in einer Reihenhaussiedlung. Die Ehe ist erkaltet. Die Familie zieht gerade in eine kleinere Wohnung um, in die Robert seine Bienen nicht mitnehmen kann. Seinen Lebensfrust lässt er in einem „Anger-Room“ aus, in dem man eine Szene seines Lebens aus Requisiten nachbauen und diese dann zwecks Abbau von negativen Energien mittels Hieb- und Stichwaffen zerstören kann. Der Anger-Room wird vom ehemaligen Lehrer Ecki betrieben, der seinen geliebten Beruf wegen des Vorwurfs der sexuellen Belästigung einer Schülerin aufgeben musste; ein Ereignis, das er abstreitet und therapeutisch zu verarbeiten sucht. Die auslösende Schülerin ist, was Ecki nicht weiß, Roberts 14-jährige Tochter Swentja. Diese lernt Mahmud kennen, der ihr Angebote sexueller Natur macht. Auf diese geht Swentja aus Neugierde und Langeweile zunächst ein, später entwickeln beide nach und nach ein echtes Interesse füreinander. Mahmud, der mit seinem altklugen, jüngeren Bruder Faisal in prekären Verhältnissen wohnt, wurde zuvor vom rassistischen Polizisten Thomas zusammengeschlagen, der seinerseits versucht, seine von einem durch einen Zwischenfall in einem Flüchtlingsheim verursachten Angsttrauma geplagten Kollegin Carla durch beständige Demonstrationen väterlicher Überlegenheit für sich zu gewinnen. Für Ex-Lehrer Ecki ist ein aus dem Sortiment seines Stammsupermarktes genommenes Produkt der Anlass zu einem Tobsuchtsanfall, dessen Marktleiter Uwe nur durch den Einsatz von Wachmännern Herr werden kann. Uwe lebt in Scheidung von seiner Frau Julia. Während Uwe über das Internet die selbstbewusste Künstlerin Janine kennenlernt und datet, die zuvor im Rahmen eines Ausstellungsprojekts Familienvater Robert porträtiert hatte, bucht Julia, die sich für ein temporäres Singleleben entschieden hat, zur Befriedigung ihres Geschlechtstriebs den Callboy Vincent. Dieser bewohnt gemeinsam mit seiner sich ebenfalls prostituierenden Freundin Vivian, die sich ebenfalls von Janine porträtieren lässt, das Apartment gegenüber dem von Ecki. Ein Kunde Vivians ist der tiefreligiöse Teenager Johannes, der in Swentja verliebt ist und Vivian aufsucht, um mit seiner aufkeimenden, ihn zutiefst verwirrenden Sexualität ins Reine zu kommen. Robert und Ecki freunden sich an, und nach und nach bemerkt Robert, dass er Gefühle für Ecki entwickelt. Mahmud rächt sich an Thomas, indem er einen Bombenanschlag auf ihn vortäuscht, woraufhin Thomas eine nachhaltige Panikattacke erleidet, die für seine Kollegin Carla Anlass ist, sich von ihm abzuwenden.
Eine dramatische Wendung erfährt das Geschehen, als Ecki auf einem Spielplatz, auf dem sich gerade Swentja, Mahmud und Johannes treffen und auf dem es zwischen letzteren beiden zu einer tätlichen Auseinandersetzung kommt, die sich daraus ergebende Verwirrung ausnutzt und Swentjas kleine Schwester Sonja, auf die Swentja aufpassen sollte, entführt, um sich an Swentja zu rächen. Er verabreicht dem Mädchen später Beruhigungsmittel und legt es in einer verlassenen Kirche ab, wo es von Johannes gefunden und zu Roberts Familie zurückgebracht wird. Während Robert Ecki seine Liebe gestehen will, erfährt letzterer durch einen Zufall, dass ersterer der Vater von Swentja ist, und tötet ihn im Affekt.
Im Abspann wird das weitere Schicksal einiger beteiligter Personen in Kurzform dargestellt: Robert erfährt eine letzte, posthume Würdigung, da die Ausstellung von Janines Bildern von ihm ein Erfolg wird. Swentja und Mahmud finden zueinander, und Carla erlangt ihr Selbstbewusstsein zurück und arbeitet wieder im Flüchtlingsheim.

## Entstehungsgeschichte
Der Titel Einsamkeit und Sex und Mitleid ist eine Anspielung auf die deutsche Nationalhymne; mit deren Titel teilt er Dreiteilung und Versmaß. Für Regisseur Lars Montag war Einsamkeit und Sex und Mitleid der erste Kinospielfilm; zuvor hatte er ausschließlich Filme und Serien für das Fernsehen gedreht. Für Autor Krausser war es nach Der große Bagarozy und Fette Welt die dritte Verfilmung eines seiner Werke. Finanziell gefördert wurde die Produktion durch die Mitteldeutsche Medienförderung, die Filmförderungsanstalt und den Deutschen Filmförderfonds. Drehorte waren neben Berlin Leipzig und Halle (Saale), wo vom 12. April bis zum 24. Mai 2016 gedreht wurde. Im Roman spielt die Story in Berlin, gedreht wurde unter anderem im Zoo Palast und im Aquarium. Im Gegensatz zur Buchvorlage bleibt die Stadt, in der der Film spielt, namenlos, und das Figurenensemble wurde von 36 handelnden Personen auf 15 reduziert. Soundtrackkomponist Konstantin Gropper ist als Sänger und Songwriter unter dem Projektnamen Get Well Soon tätig.

## Rezeption
In den Kinos zog Einsamkeit und Sex und Mitleid bis Dezember 2017 40.653 Besucher an.
Thomas Vorwerk bezeichnete in seiner Kritik für Filmstarts.de Montags Figurenensemble als „Potpourri grenzwertiger Neurotiker“ und sah in Aufbau und Inszenierung des Films formelle Parallelen zu Robert Altmans Short Cuts, Stanley Kubricks Barry Lyndon sowie frühen Tom-Tykwer-Filmen. Er bewertete den Film als „universell zugängliche, extrem unterhaltsame, zu Diskussionen zwingende Satire.“ Für den Tagesspiegel sah Martin Schwickert eine „Bestandsaufnahme des deutschen Seelenzustands“. Er lobte eine „durchaus tragfähige Personaldecke“, kritisierte aber eine oberflächliche Charakterzeichnung. In Summe wertete Schwickert den Film als „wenig subtil“ und „auf Dauer eher ermüdend“. Manfred Riepe teilt in der epd Film die Einschätzung Schwickerts – Montag zeige in seinem „Bilderbogen über die Seelenlandschaft der Nation“ grimmige Situationskomik und „pointierte Bilder“, habe jedoch seine Charaktere „holzschnittartig“ und die Handlung teils kitschig angelegt. Riepe schloss sich dem Urteil von Burkhard Müller an, der in der Süddeutschen über die Romanvorlage bemerkte, sie sei „Lindenstraße für Fortgeschrittene“.

## Auszeichnungen
2017 wurde Einsamkeit und Sex und Mitleid beim Deutschen Filmpreis 2017 in drei Kategorien nominiert (Drehbuch, Weiblicher Nebendarsteller, Männlicher Nebendarsteller), gewann aber in keiner. Im Rahmen der Romyverleihung 2018 wurde Lars Montag in der Kategorie Beste Regie Kinofilm ausgezeichnet.